# Trail (konkurencja jeździecka)
Trail – techniczna konkurencja jeździecka, w której koń i jeździec, w stylu western, pokonują serię przeszkód. Początkowo tor traila był zaprojektowany tak, aby odzwierciedlać realne sytuacje, z którymi koń i jeździec muszą się zmierzyć w naturalnym środowisku. Obecnie przeszkody są tak dobierane, aby pokazać zręczność i zgranie startującej pary, przy zachowaniu pewnego podobieństwa do naturalnych przeszkód.
Typowy tor traila wymaga od konia i jeźdźca:
- otwierania i przejazdu przez małe bramki bez zsiadania,
- przechodzenia przez mostki,
- przekraczania układu drążków w stępie, kłusie i galopie
- cofania, często że skręcaniem w trakcie
- side passów często nad drążkami podniesionymi na wysokość do 30 cm
- skręcania na przodzie lub zadzie w ograniczonym obszarze
- tolerowania niektórych przedmiotów, mogących przestraszyć konia, takich jak foliowe torebki lub płaszcz przeciwdeszczowy.

Koń jest sprawdzany we wszystkich trzech chodach w trakcie przejazdu toru.
Dodatkowe przeszkody lub próby mogą obejmować:
- chodzenie po plandece lub przez wodę
- pozostawianie konia w miejscu (podczas gdy jeździec odchodzi na bok)
- stęp, kłus lub galop w bardzo ciasnych zakrętach, takich jak slalom między pachołkami
- małe skoki (zwykle poniżej 50 cm, gdyż jeździec siedzi w westernowym siodle i nie może łatwo przyjąć skokowej pozycji).

Nie są dozwolone przeszkody z elementami: opon, żywych zwierząt, pułapki, rury PCV, zsiadanie z konia, skoki, ruchome mostki, kłody i drągi, które poruszone mogą się potoczyć, lub zapść.
Uznane zawody trail mają rygorystyczne, ujednolicone zasady dla typów i rozmiarów dozwolonych przeszkód i odległości między nimi. Projektanci torów trail często dodają elementy ozdobne, takie jak krzaki, kwiaty i rysunki, dla ozdoby i jednocześnie zwiększenia poziomu trudności.
Lokalne zawody, nie organizowane na zasadach narodowej organizacji, mogą mieć prostszy tor przeszkód: nie sprawdzający wszystkich chodów, mający łatwiejsze przeszkody i większe odstępy między nimi. Z drugiej strony, nie uznawane zawody mogą mieć bardziej pomysłowy tor przeszkód, wzmagający współzawodnictwo. Przeszkody nie dopuszczone na większości oficjalnych zawodów, a używane czasami na zawodach lokalnych, mogą sprawdzać przygotowanie do ładowania konia do dziwnych przyczep, reakcję konia na skóry zwierząt (powszechne są krowie, ale futro niedźwiedzia również bywa używane), czy prowadzenie konia pośród nietypowych, żywych zwierząt (od kóz, poprzez muły, aż to lam). Często jedynym ograniczeniem jest wyobraźnia układających tor.
Zawodnik rozpoczynający przejazd ma 70 punktów, od których odlicza się punkty za błędy oraz dodaje punkty za nadzwyczajne pokonanie przeszkód. Ocena konkurencji polega na ocenie konia pokonującego przeszkody -  brany jest pod uwagę sposób ich pokonania, odpowiedź na pomoce jeźdźca oraz jakość ruchu konia. Wysoko ocenia się konie pokonujące przeszkody w dobrym stylu i tempie, o ile szybkość pokonywania przeszkód nie wpływa na poprawność wykonywanego manewru. Wysoko punktuje się także konie skoncentrowane na manewrze oraz wybór optymalnego sposobu pokonania przeszkody.
Innym popularnym wydarzeniem, łączącym elementy traila z naturalnymi warunkami, jest tzw. judged trail ride, gdzie jeźdźcy podróżują naturalnymi ścieżkami, długości od 5 do 10 mil, i pokonują przeszkody, sprawdzające wytrzymałość i ujeżdżenie konia.
Polską odmianą traila, przeznaczoną do jazdy klasycznej oraz koni rasy huculskiej, jest ścieżka huculska.